# Уварово (деревня, городской округ Домодедово)
Уварово — деревня в городском округе Домодедово Московской области.

## География
Находится в южной части Московской области на расстоянии приблизительно 21 км на юг по прямой от железнодорожной станции Домодедово.

## История
Известна с 1627 года как пустошь помещика Кривцова.

## Население
Постоянное население составляло 5 человек в 2002 году (русские 100 %), 8 в 2010.